# Popelivka sibiřská
Popelivka sibiřská (Ligularia sibirica) je statná, žlutě kvetoucí, bahenní bylina nápadného vzhledu. Tato kriticky ohrožená rostlina je jediný druh rodu popelivka který v České republice roste. Považuje se za dochovaný relikt z doby těsně po ústupu doby ledové.

## Rozšíření
Vyskytuje se ostrůvkovitě v rozsáhlém eurosibiřském areálu od západní Evropy po Dálný východ. Na západě Evropy roste pouze ve Francii, ve středu Evropy v České republice, Rakousku, Polsku, Maďarsku a na Slovensku, na východě v Chorvatsku, Bulharsku, Rumunsku a na Ukrajině. Místy je běžným druhem v evropské i asijské části Rusku kde se vyskytuje od polárního kruhu po Kavkaz. Roste také v Číně a Japonsku.
V České republice se nachází ve třech místech. První a nejpočetnější místo je v Národní přírodní památce Jestřebské slatiny mezi obcemi Doksy a Staré Splavy v okrese Česká Lípa, druhé se nachází v národní přírodní památce Rečkov u Bakova nad Jizerou v okrese Mladá Boleslav a třetí, nejmenší (nejasného původu) je na Šumavě u rybníka Olšina v okrese Český Krumlov.

## Ekologie

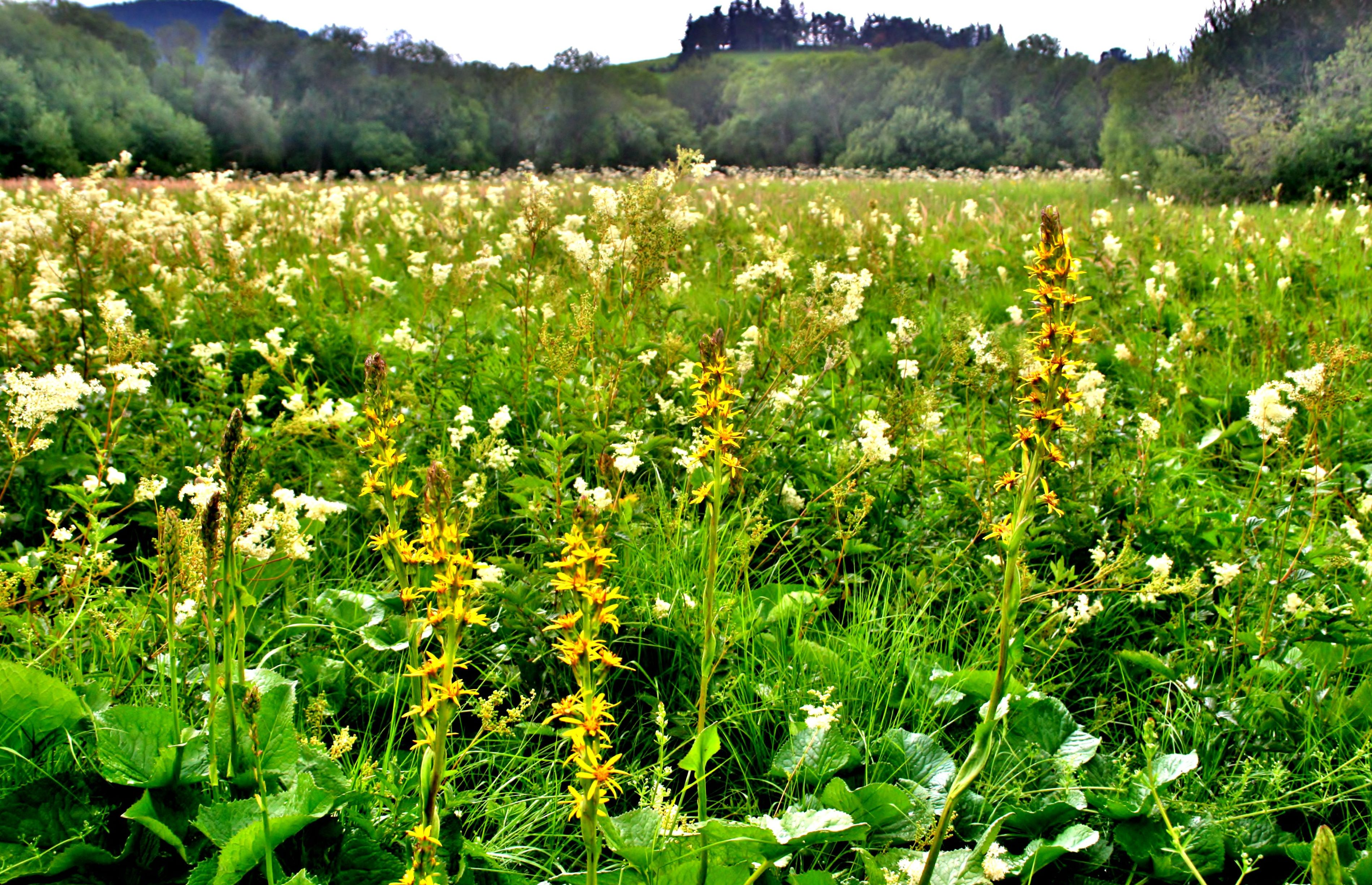
Porost popelivky sibiřské

Stanovištěm tohoto hemikryptofytu jsou místa s trvale vysokou hladinou spodní vody, např. slatiniště, mokřady, podmočené ostřicové louky, řídké rákosiny nebo bažiny. Vyžaduje mírně kyselou půdu (nejlépe roste při hodnotách pH v rozmezí 5,2 až 5,7) a rozvolněné bylinné porosty.
Je to rostlina nejen náročná na dostatek vláhy, ale vyžaduje i plné oslunění, v polostínu špatně roste a nekvete. Pokud stanoviště zaroste rychle rostoucími dřevinami (olše vrba, krušina) nebo rákosem dochází k trvalému ústupu druhu. Rysem popelivky sibiřské je proměnlivá velikost vegetativních znaků, což v minulost vedlo k jejímu chybnému rozdělení do několika druhů.

## Popis

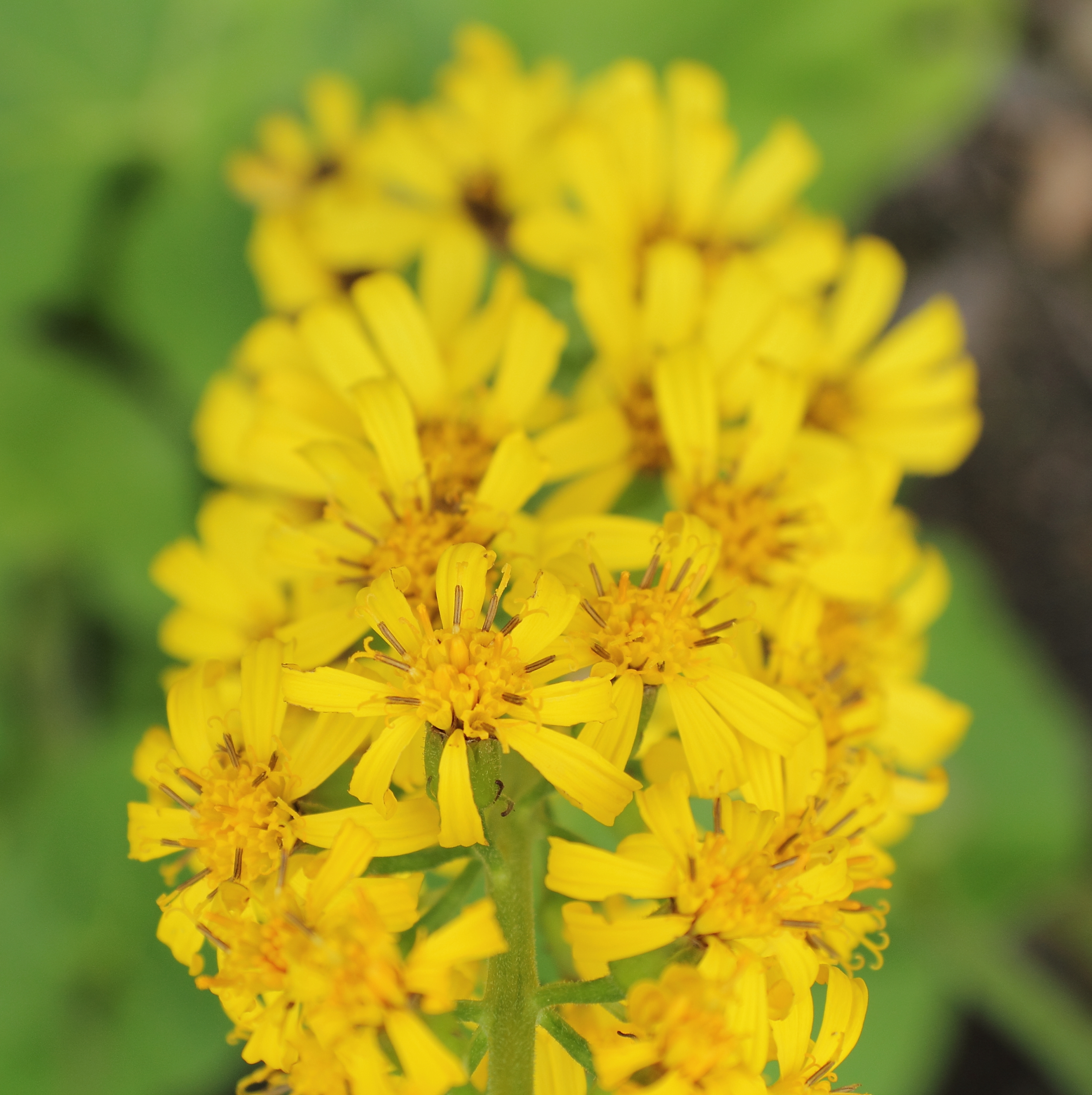
Květenství

Vytrvalá rostlina statného vzrůstu s trsem přízemních listů a lodyhou dosahující do výšky 30 až 150 cm (ojediněle i přes 2 m). Přímá a nevětvená lodyha vyrůstá z primárního kůlovitého kořene který je postupně nahrazován hustým svazkem tenkých kořínků sahajících do hloubky 20 až 25 cm. Lodyha je lysá, podélně zbrázděná a porůstá střídavými, trojúhle srdčitými až ledvinovitými listy které jsou po obvodě zubaté. Přizemní listy mají dlouhé, tenké řapíky a veliké čepele, spodní lodyžní mají řapíky křídlaté a čepele menší, horní lodyžní mají objímavé řapíky a kopinaté čepele téměř zakrnělé.
Prvé dva až tři roky mají rostliny jen nízké neplodné lodyhy, teprve u starších vyrůstají květonosné které nesou na vrcholu nápadné žluté květní úbory. Jsou v průměru 2 až 3 cm velké a společně vytvářejí hroznovité květenství. Úbory obsahují žluté květy, v terči je větší počet květů s trubkovitou, pěticípou korunou, po obvodě je osm až deset květů jazykovitých. Trubkovité jsou oboupohlavné, jazykovité samičí, opylována jsou především větrem. Jednořadý válcovitý zákrov úboru je tvořený osmi až deseti listeny.
Kvete v červenci a srpnu, v září nadzemní část rostliny zasychá. Plody jsou válcovité nažky spočívající na bezplevém lůžku. Mají jednořadý chmýr, uvolňují se postupně a mohou v suchých květenstvích zůstat až do přelomu roku, dlouhodobě si podržují klíčivost. Rozmnožuje se jak generativně semeny (nažkami) která klíčí i bez dormance, tak odnožemi které vytváří polykormony nových rostlin.

## Ohrožení
V České republice byla tato bylina v minulosti více početná, v současnosti jsou její stavy sice nižší, ale poměrně stabilizované. Pomohla k tomu skutečnost, že místa výskytu jsou součástí chráněných území a nedochází k jejich devastaci způsobované neuvážlivým odvodňováním. Její ohrožení je potenciální a spočívá v tom, že na území ČR se nacházejí pouze dvě původní stanoviště.
Popelivka sibiřská je v České republice deklarována v Červeném seznamu cévnatých rostlin ČR z roku 2012 i ve vyhlášce MŽP ČR č. 395/1992 Sb. za kriticky ohrožený druh. Je také zahrnuta v příloze č. II (seznamu přísně chráněných rostlin) Bernské úmluvy.